# Kid A
Kid A ist das vierte Studioalbum der britischen Alternative-Rock-Band Radiohead aus dem Jahr 2000.

## Entstehung und Veröffentlichung
Die Erstveröffentlichung von Kid A erfolgte am 29. September 2000 bei Parlophone. Das Album erschien in seiner Originalausführung als CD mit zehn Titeln, wobei der letzte Titel mit Gen Children noch einen Hidden Track beinhaltet (Katalognummer: 5277532). Drei Tage später erschien erstmals eine LP-Ausführung (Katalognummer: 5277531). Am 28. August 2009 erschien ein limitiertes Boxset, das um eine Live-Kompilation und eine DVD mit Liveaufnahmen erweitert wurde (Katalognummer: 6971082).
Geschrieben und produziert wurden die Lieder von allen Radiohead-Mitgliedern. Bei der Produktion erhielt die Band Unterstützung durch Nigel Godrich.

## Stil
Das Album ist durch eine Abwendung von den gitarrenorientierten Rocksongs auf The Bends (1995) und OK Computer (1997) gekennzeichnet. Nach den mehrjährigen Tourneen zu OK Computer beschloss die Band, zusammen mit Godrich, einen anderen Zugang zur Musik zu finden. Resultat waren eine mehrjährige Produktionszeit und Songs, die wenig mit Songs im klassischen Sinne (Strophe-Refrain-Schema) zu tun haben. Auch die Instrumentierung war untypisch; Gitarren kommen selten zum Einsatz, ein prägendes Instrument sind dafür die Ondes Martenot.

## Blips
Im Vorfeld der Veröffentlichung wurde auf Werbemaßnahmen quasi komplett verzichtet, so gab die Band keinerlei Interviews, auch gab es keine Musikvideos oder Singleauskopplungen. Im Internet kursierten, als Ersatz für fehlende Videoclips, abstrakte Blips, kurze, von Albumtracks unterlegte Videosequenzen, die die Vision eines fehlgeleiteten Kapitalismus darstellten, die von genetisch manipulierten Killer Bears bevölkert wird. Jene wurden dann auch zu einer Art Maskottchen des Album-Artworks.

## Titelliste
1. Everything In Its Right Place (4:11)
2. Kid A (4:44)
3. The National Anthem (5:48)
4. How To Disappear Completely (5:55)
5. Treefingers (3:42)
6. Optimistic (5:16)
7. In Limbo (3:31)
8. Idioteque (5:08)
9. Morning Bell (4:28)
10. Motion Picture Soundtrack / Gen Children (6:59)

## Rezeption
Sowohl das US-amerikanische Musikmagazin Rolling Stone als auch das Online-Magazin Pitchfork Media wählten Kid A zum besten Album der Jahre 2000–2009. Das Album wurde 2001 mit dem Grammy Award for Best Alternative Music Album ausgezeichnet.
Auf Metacritic erreichte das Album einen Score von 80/100.

## Kommerzieller Erfolg

### Chartplatzierungen
| ChartsChartplatzierungen       | Höchstplatzierung | Wochen |
| ------------------------------ | ----------------- | ------ |
| Deutschland (GfK)              | 4 (6 Wo.)         | 6      |
| Österreich (Ö3)                | 5 (5 Wo.)         | 5      |
| Schweiz (IFPI)                 | 8 (7 Wo.)         | 7      |
| Vereinigte Staaten (Billboard) | 1 (28 Wo.)        | 28     |
| Vereinigtes Königreich (OCC)   | 1 (15 Wo.)        | 15     |

| ChartsJahrescharts (2000)    | Platzierung |
| ---------------------------- | ----------- |
| Vereinigtes Königreich (OCC) | 50          |

### Auszeichnungen für Musikverkäufe
| Land/Region                  | Auszeichnungen für Musikverkäufe (Land/Region, Auszeichnung, Verkäufe) | Verkäufe  |
| ---------------------------- | ---------------------------------------------------------------------- | --------- |
| Australien (ARIA)            | Platin                                                                 | 70.000    |
| Belgien (BRMA)               | Platin                                                                 | (50.000)  |
| Europa (IFPI)                | Platin                                                                 | 1.000.000 |
| Frankreich (SNEP)            | Platin                                                                 | (200.000) |
| Italien (FIMI)               | Gold                                                                   | 25.000    |
| Japan (RIAJ)                 | Platin                                                                 | 200.000   |
| Kanada (MC)                  | 2× Platin                                                              | 160.000   |
| Neuseeland (RMNZ)            | Gold                                                                   | 7.500     |
| Norwegen (IFPI)              | Gold                                                                   | (25.000)  |
| Vereinigte Staaten (RIAA)    | Platin                                                                 | 1.000.000 |
| Vereinigtes Königreich (BPI) | Platin                                                                 | (479.000) |
| Insgesamt                    | 3× Gold · 9× Platin ·                                                  | 2.437.500 |

Hauptartikel: Radiohead/Auszeichnungen für Musikverkäufe

## Trivia
Die ersten 150.000 europäischen Exemplare enthalten einen Fehler: Die CDs beginnen mit einem ungefähr 40-sekündigen Intro eines Live-Auftritts der Band Pearl Jam, so dass jeder weitere Track des Albums 40 Sekunden „hinter“ der eigentlichen Track-Marke beginnt.
Der Comic Die neue Radiohead (2001) von Katz & Goldt handelt vom Kauf des Albums und vom Artwork, das sich im Jewelcase unterhalb des durchsichtigen Trays befindet und den deutschsprachigen Schriftzug „Theater des Todes“ trägt.
Die deutsche HipHop-Band OK Kid hat ihren Bandnamen aus den Plattentiteln OK Computer und Kid A zusammengesetzt.